# گونجان ساکسنا: دختر کارگیل
گونجان ساکسنا: دختر کارگیل (انگلیسی: Gunjan Saxena: The Kargil Girl) یک فیلم درام بیوگرافی هندی به زبان هندی به کارگردانی کارگردان تازه‌کار شاران شارما است که در سال ۲۰۲۰ منتشر شد. پانکاج تریپاتی و انگاد بدی از جمله بازیگران این فیلم هستند. داستان این فیلم روایت زندگی گونجان ساکسنا اولین زن به همراه سریفیا راجان خلبان نیروی هوایی هند و اولین خلبان زن نیروی هوایی هند در جنگ با همراهی سریفیا راجان است. فیلمبرداری این فیلم در تاریخ ۲۰ فوریه ۲۰۱۹ در لکهنو آغاز شد.